# Camiling (cratera)
Camiling é uma cratera marciana. Tem como característica 22.5 quilômetros de diâmetro. Deve o seu nome a Camiling, uma cidade na província de Tarlac, nas Filipinas.